# Лесников, Сергей Васильевич
Лесников Сергей Васильевич (10 сентября 1932, Верхний Мамон, Центрально-Чернозёмная область — 11 ноября 2003, Орджоникидзе, Днепропетровская область) — советский и украинский горный инженер. Лауреат Государственной премии УССР в области науки и техники (1972), премии Совета Министров СССР (1980), Государственной премии СССР (1988).

## Биография
Родился 10 сентября 1932 года в селе Верхний Мамон (ныне в Воронежской области).
В 1956 году окончил Криворожский горнорудный институт. Член КПСС.
С 1956 года — начальник смены, главный инженер, начальник шахты Никопольского марганцеворудного комбината, директор Чкаловского горно-обогатительного комбината. С 1970 года — главный инженер Орджоникидзевского горно-обогатительного комбината.
Внёс существенный вклад в рационализацию разработки недр и охрану окружающей среды в Никопольском марганцеворудном бассейне.
С 1997 года — почётный профессор Днепропетровского аграрного университета.
Умер 11 ноября 2003 года в городе Орджоникидзе Днепропетровской области.

## Награды
- Государственная премия УССР в области науки и техники (18 декабря 1972) — за разработку и внедрение прогрессивной технологии добычи марганцевой руды открытым способом и горнотехнической рекультивации отработанных земельных массивов в Никопольском бассейне (1958—1970 годы)[1];
- Премия Совета Министров СССР (1980);
- Государственная премия СССР (1988).